# فوتبال دستی

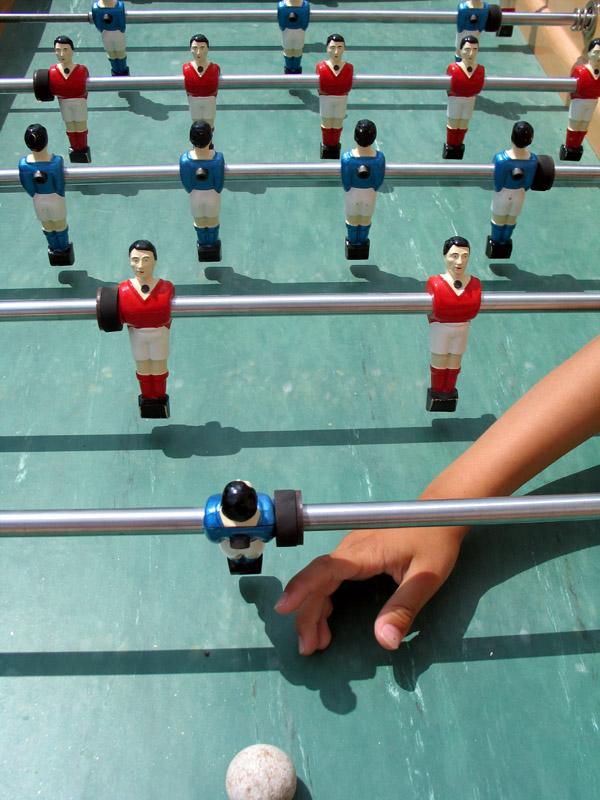
میز فوتبال دستی (سبک بونزینی).

فوتبال دستی (به انگلیسی: Table Football) یک ورزش رومیزی است. فوتبال دستی معمولاً بین ۲ یا ۴ نفر روی یک میز مخصوص با آدمک‌هایی که به میله‌هایی وصل شدند انجام می‌شود.
ابعاد میز بازی معمولاً ۱۲۰×۷۰ سانتیمتر و ارتفاع میز از سطح زمین ۹۰ سانتیمتر است.
عرض دروازه ۱۹ تا ۲۱ سانتیمتر و ارتفاع آن ۶٫۵ تا ۸ سانتیمتر می‌باشد. سطح میز باید صاف و هموار و کاملاً مسطح باشد تا توپ به راحتی روی آن حرکت کند. 
میز از جنس چوب و میله‌های آن از جنس پلاستیک فشرده‌است. هر میز ۸ ردیف میله دارد و هر طرف ۴ میله.
برای انجام بازی از دو نوع توپ استفاده می‌شود: توپ کند یا تنبل و توپ سرعتی یا شتابدار. اندازهٔ توپ این بازی کمی کوچکتر از اندازهٔ توپ پینگ پنگ است و جنس آن پلاستیک فشرده‌است که حالت ارتجاعی ندارد.
این بازی را می‌توان در فضای باز و در سالن‌های سرپوشیده و حتی در خانه انجام داد.
تعداد نفرات این بازی به صورت انفرادی و تیمی برگزار می‌شود. تعداد نفرات هر تیم ۲ نفر است که یک تا ۴ نفر هم می‌توانند ذخیره باشند.
در مسابقات تیمی و انفرادی، بازیکنان در ۵ زمان ۱۵ دقیقه‌ای با هم رقابت می‌کنند. زمان استراحت بین هر نیمه ۵ دقیقه است. در هر زمان بازیکنان می‌توانند ۲ استراحت ۳۰ ثانیه‌ای داشته باشند؛ ولی استراحت فقط زمانی که توپ دست بازیکن است می‌تواند مورد استفاده قرار بگیرد.
تیم یا بازیکنی که ۳ بازی از ۵ بازی را ببرد، برنده محسوب می‌شود. همچنین اگر توپ در جریان بازی نباشد باید توپ دوباره انداخته شود.

## خطاها
چرخاندن میله‌بیشتر از ۳۶۰ درجه، تکان دادن یا ضربه زدن به میز و توهین به داور یا حریف خطا محسوب می‌شود. همچنین در زمانی که توپ در جریان بازی است هر نوع صحبتی مجاز نیست. تعویض مدام دستها بر روی میله‌هایی که توپ در زیر آدمکهای آن وجود ندارد نیز عاملی گیج‌کننده برای حریف محسوب شده و خطاست. اصولاً هر نوع حرکتی که موجب گیج شدن حریف شود خطا محسوب می‌شود.
برداشتن هر دو دست از روی میله‌ها و ترک کردن میز بدون اخذ وقت استراحت نیز خطا محسوب می‌شود. شروع بازی بدون گفتن کلمه حاضر و بدون شنیدن پاسخ نیز خطاست (البته طرف مقابل ۳ ثانیه فرصت پاسخ دارد) اما اگر شروع‌کننده پاسخ را نشنود و بازی شروع شود، به شروع‌کننده نیز تذکر داده می‌شود. استفاده از تایم اوت بیش از حد معمول نیز خطا و موجب از دست دادن بازی یا محرومیت در بازی‌ها می‌شود.
در حال حاضر مسابقات با ۶ نوع میز انجام می‌شود که تفاوت خیلی زیادی باهم ندارند. اختلافایی هم که در قوانین هست باید قبل از شروع مسابقات به شرکت‌کننده‌ها گفته شود.

## انواع میزهای فوتبال دستی
- فایربال
- تورنادو
- بونزینی
- روبرتو اسپورت
- تکبال
- گارلاندو